# Caro Papa teologo, caro matematico ateo. Dialogo tra fede e ragione
Caro Papa teologo, caro matematico ateo. Dialogo tra fede e ragione è un saggio del 2013 scritto dal matematico ateo Piergiorgio Odifreddi e dal papa   Benedetto XVI.

## Descrizione
Questo saggio contiene la risposta al libro di Odifreddi del 2011 Caro Papa, ti scrivo, scritto in forma di lettera al papa Benedetto XVI. Lo stesso Papa infatti, divenuto emerito, dopo due anni rispose puntualmente al matematico, con un testo lungo e approfondito, sugli argomenti intorno alla fede e ragione sollevati dal primo scritto. Si tratta dunque di un insolito dialogo tra un ateo e un papa emerito, e tra fede e ragione da punti di vista diversi.